# Lamprosema hoenei
Lamprosema hoenei là một loài bướm đêm trong họ Crambidae.